# Habitatge al carrer Barcelona, 49 (Mataró)
L'Habitatge al carrer Barcelona, 49 és una obra de Mataró (Maresme) protegida com a Bé Cultural d'Interès Local.

## Descripció
Casal de dos cossos de planta baixa i dues plantes pis. A la planta baix presenta les obertures de dos locals comercials i l'accés a les plantes superiors amb una porta amb tarja de ventall amb reixa. Al primer pis hi ha un balcó longitudinal amb enreixat de forja i rajola vidriada i una finestra amb frontó corbat amb brancals i llindes de pedra. Al segon pis dos balcons i dues finestres.